# Сизов, Дмитрий Сергеевич
Дми́трий Серге́евич Сизо́в (28 сентября 1977 года, пос. Уренгой, Ямало-Ненецкий национальный округ, СССР) — российский дартсмен. Чемпион России (2017), победитель и призёр всероссийских соревнований. Мастер спорта России.

## Биография
В дартс пришёл в 2011 году. Раньше занимался баскетболом. Однажды тренер предложил поиграть в дартс на секторе 20. Постепенно игра затянула Сизова.
В 2017 году стал чемпионом России по дартсу в личном зачёте. В финале Сизов обыграл Алексея Кадочникова из Твери. Позже дартсмен признавался, что хотел просто выполнить норматив мастера спорта России, но в итоге сумел победить.
В 2022 году был в составе сборной Ямало-Ненецкого автономного округа, которая впервые стала призёром командного чемпионата России, заняв третье место. Вместе с Сизовым играли Евгений Демиденко, Алексей Голдобин, Александр Лаврик и Герман Армантович.
На чемпионате России 2024 года взял сразу две медали: серебро в парном разряде (вместе с Голдобиным) и бронзу — в личном. В 1/32 финала личного разряда Сизов обыграл на тот момент действующего чемпиона Романа Обухова, сыграв со средним набором 102,95 очка.
Играет 23-граммовыми дротиками Harrows Assassin.

## Личная жизнь
Женат. Супруга — Евгения, спортсменка.

## Достижения

### Личные
- Чемпион России (2017)
- Бронзовый призёр чемпионата России (2024)

### Парные
- Вице-чемпион России (2022)[7]

### Командные
- Бронзовый призёр чемпионата России (2022)